# Delerium
I Delerium sono un gruppo musicale proveniente da Vancouver, Canada. Formatosi nel 1987 come progetto collaterale del gruppo industrial Front Line Assembly, i Delerium hanno variato, nel corso della loro carriera, dal dark ethereal ambient al voiceless industrial soundscapes e alla musica pop elettronica.
Durante tutti gli anni novanta il gruppo ha prodotto dischi molto vicini al genere "world music" e "new age" allora in voga, avendo come punto di riferimento soprattutto lo stile del gruppo tedesco "Enigma", pur apportando ad esso una maggiore caratterizzazione "dark".
In seguito le opere prodotte nel nuovo millennio hanno avuto una maggiore sensibilità "pop", seppur condita da strumenti elettronici e con una certa dose di sperimentazione.
I Delerium sono uno dei gruppi di musica elettronica maggiormente longevi, avendo raggiunto gli oltre 25 anni di attività.

## Discografia

### Album / EP
- Faces, Forms & Illusions (Dossier, 1989), LP / CD
- Morpheus (Dossier, 1989), LP / CD
- Syrophenikan (Dossier, 1990), LP / CD
- Stone Tower (Dossier, 1991), LP / CD
- Euphoric (Third Mind, 1991), EP / CD
- Spiritual Archives (Dossier, 1991), CD
- Spheres (Dossier, 1994), CD
- Spheres 2 (Dossier, 1994), CD
- Semantic Spaces (Nettwerk, 1994), CD
- Karma (Nettwerk, 1997), CD
- Karma (con disco bonus) (Nettwerk, 1997, 1999, 2000), 2CD
- Poem (Nettwerk, 2000), LP / CD
- Poem (con disco bonus) (Nettwerk, 2000), 2CD
- Chimera (Nettwerk, 2003), CD
- Chimera (con disco bonus) (Nettwerk, 2003), 2CD
- Nuages du Monde (Nettwerk, 2006), CD (October 3)
- Music Box Opera (Nettwerk, 2012), CD
- Mythologie (Nettwerk, 2016), CD
- Signs (Nettwerk, 2023), CD

### Singoli es
- "Flowers Become Screens" (Nettwerk, 1994), CDS
- "Incantation" (Nettwerk, 1994), 12"
- "Euphoria (Firefly)" Feat. Jacqui Hunt (Nettwerk, 1997), CDS
- "Duende" (Nettwerk, 1997), CDS
- "Silence" Feat. Sarah McLachlan (Nettwerk, 1999, 2000), CDS
- "Heaven's Earth" (Nettwerk, 2000), CDS
- "Innocente" (Nettwerk, 2001), CDS
- "Underwater" (Nettwerk, 2002), CDS
- "After All" (Nettwerk, 2003), CDS
- "Run for It" (Nettwerk, 2003), promotional CDS
- "Truly"  Feat. Nerina Pallot (Nettwerk, 2004), CDS
- "Silence 2004" Feat. Sarah McLachlan (Nettwerk, 2004), CDS
- "Angelicus" (Nettwerk, 2007), CDS rpomozionale
- "Lost and Found" Feat. Jaël (Nettwerk, 2007), promotional CDS

### Compilation
- Reflections I (Dossier, 1995), CD
- Reflections II (Dossier, 1995), CD
- Archives I (Nettwerk, 2002), 2CD
- Archives II (Nettwerk, 2002), 2CD
- Odyssey: The Remix Collection (Nettwerk, 2001), 2CD
- The Best Of (Nettwerk, 2004), CD

### Esclusive in linea
- "Above the Clouds" (2003), una canzone esclusivamente downloadabile, con Shelley Harland

### Video musicali
- "Flowers Become Screens"[1] (1994)
- "Incantation"[1] (1994)
- "Euphoria (Firefly)"[1] (1997)
- "Duende"[1] (1997)
- "Silence" (Airscape Mix) (2000)
- "Aria" (2000)
- "Innocente" (Lost Witness Remix) (2001)
- "Underwater" (Above & Beyond's 21st Century remix) (2002)
- "After All" (2003)
- "After All" (Svenson & Gielen edit) (2003)
- "Angelicus" (2007)
- "Lost And Found" (2007)

### Remixes
- Speedy J – "Pull Over" (1997)
- DJ Tiesto – "Silence" (1998)
- Tara MacLean – "Divided" (2000)
- Deep Dish – "Innocente" (2001)
- DJ Tiesto – "Innocente" (2001)
- Sasha Lazard – "Awakening" (2002)
- Clint Mansell – "Requiem for a Dream Soundtrack - Deluxed" (2002)
- Lunik – "Waiting" (2003)

### Altre compilations che includono i Delerium
- The Crow: Stairway to Heaven, 1998.  Contiene la canzone "Silence" in un episodio.
- Brokedown Palace Soundtrack (Island, 1999), CD
- Tomb Raider Soundtrack (Elektra / Wea, 2001), CD
- Best of Mystera (Polys, 2000), 2CD
- Doctor Death's Volume IV: The Marvels of Insect Life (C'est la Mort, 1990) CD.  Contiene la canzone "A Certain Trust".
- Faeries: A Musical Companion to the Art of Brian Froud (RCA, 2002) CD. Contiene la canzone "Nature's Kingdom."